# Kyoko Ishida
Kyoko Ishida (japanska: 石田京子?, Ishida Kyoko) född 12 juli 1960 i Osaka, är en japansk före detta volleybollspelare.
Ishida blev olympisk bronsmedaljör i volleyboll vid sommarspelen 1984 i Los Angeles.